# Forsinard
Forsinard (Schots-Gaelisch: Forsan Àird) is een dorp in de Schotse council Highland in het Lieutenancy area Sutherland.
Forsinard wordt bediend door een spoorwegstation op de Far North Line.